# Zoe Washburne
Zoe Washburne, née Zoe Alleyne, est un personnage de la franchise Firefly (la série télévisée Firefly, le film Serenity et les comics Serenity), joué par Gina Torres. Elle est second de l'équipage du Serenity.

## Histoire
Née le 15 février 2484 à bord d'un vaisseau, Zoe a combattu sous les ordres du sergent Malcolm Reynolds dans le camp indépendantiste durant la Guerre d'Unification et continue à le suivre maintenant qu'il est capitaine d'un vaisseau de transport. Elle partage sa conviction dans la corruption de l'Alliance et veut la liberté des planètes extérieures. Loyale envers son commandant et dangereuse guerrière, Zoe est la seule de l'équipage de Mal à l'appeler régulièrement « sir », un vestige de leur passé militaire. Elle fait une confiance inconditionnelle à Mal, mais a déjà parfois désobéi à ses ordres.
Zoe a épousé Wash, le pilote du Serenity, peu après qu'il eut rejoint l'équipage, bien qu'elle ait d'abord émis des réserves lors de son recrutement, affirmant qu'il l'ennuyait.
Bien que le style de vie de Zoe et Wash soit très dangereux, leur mariage se porte bien. Wash devient cependant jaloux de la proximité entre son épouse et Mal. Zoe et Wash ont parlé d'avoir des enfants ensemble mais ce dernier est tué durant les événements du film Serenity. Il est cependant révélé dans le comic Serenity: Float Out que Zoe est enceinte de Wash, et elle accouche d'une petite Emma dans la mini-série de comics Serenity: Firefly Class 03-K64 - Leaves on the Wind.
Dans le livre Firefly: The Official Companion, le créateur de Firefly écrit que le nom de famille de Zoe avant son mariage était Alleyne (au moins à l'époque de la Guerre d'Unification) et qu'elle a pris le nom de Washburne après son mariage. Cela est confirmé dans une scène supprimée de Serenity, où un affichage la liste sous le nom de Caporal Zoe Alleyne. Dans le documentaire Re-Lighting the Firefly, son nom est donné comme Zoe Warren, qui est apparemment une version utilisée à un moment de l'écriture du film mais changée avant sa sortie.
Au moment de la bataille de la Serenity Valley, Zoe avait atteint le rang de Caporal. Elle et le Sergent Malcolm Reynolds ont été les seuls survivants de leur section dans cette bataille.

## Conception du personnage
Dans le commentaire DVD de l'épisode Le Duel, la costumière Shawna Trpcic mentionne que le collier en cuir de Zoe est un symbole des liens du mariage. Cependant, elle est montrée portant ce collier dans un flashback de l'épisode La Panne, bien avant son mariage avec Wash. Dans le livre Firefly: The Official Companion — Vol. 1, Torres spécule que le collier est en fait un lacet des bottes que Zoe portait pendant la guerre.[réf. nécessaire]
L'accessoire utilisé comme son arme préférée a été utilisé à l'origine dans la série Brisco County.